# L'expressió i les emocions en l'home i els animals

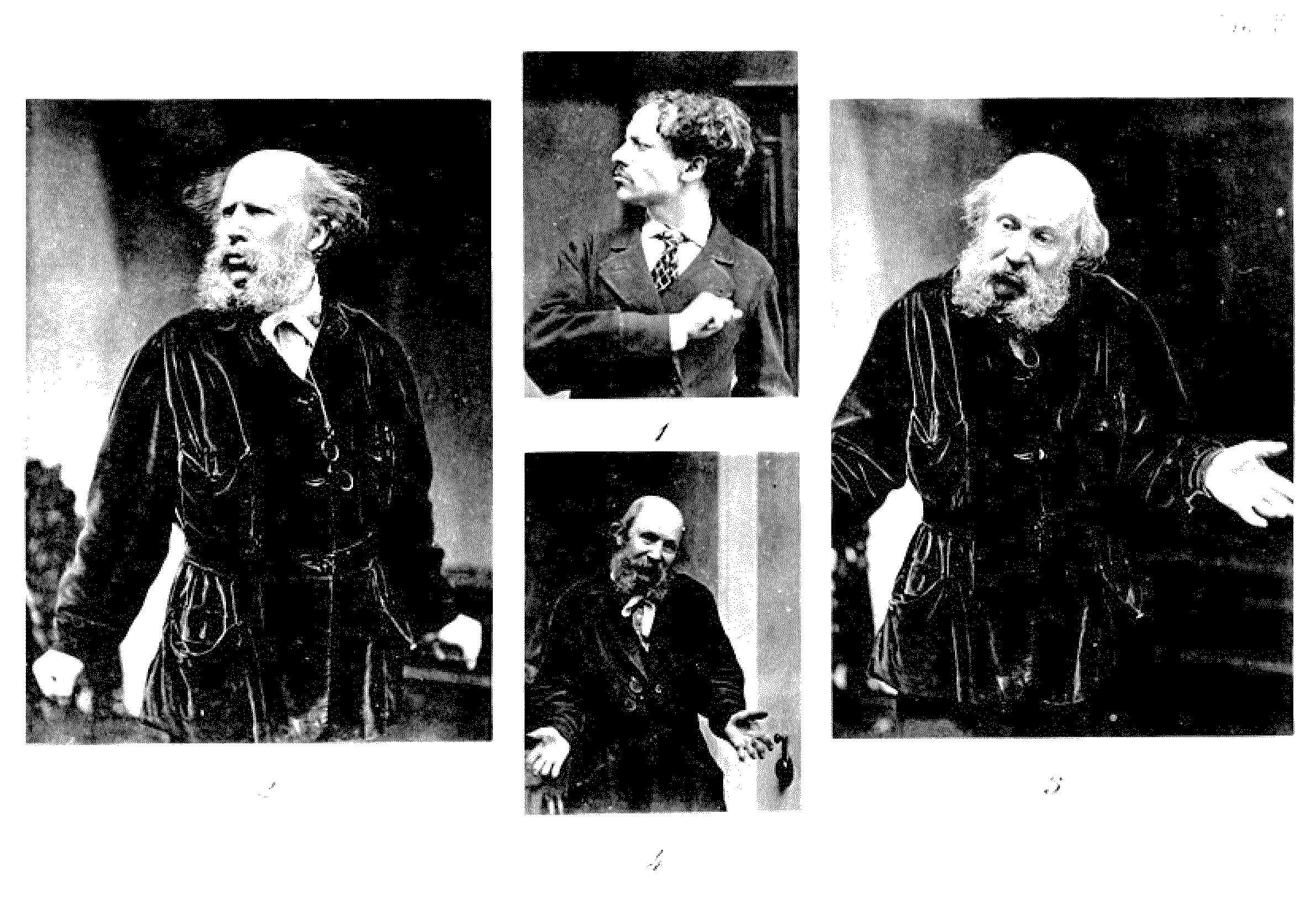
Il·lustració, fotografia impressa per heliotípia, del llibre de Darwin

L'expressió i les emocions en l'ésser humà i els animals és un estudi de Charles Darwin publicat el 1872 que tracta sobre la forma que tenen de comunicar corporalment emocions i altres coses alguns animals, principalment mamífers i ocells. En particular, arriba a la conclusió que persones de diferents edats i cultures, i fins i tot altres animals mamífers, expressaven de manera semblant les emocions bàsiques amb la cara. Va ser un dels primers llibres publicats amb fotografies i es considera el primer estudi de cinèsica (llenguatge facial i corporal) publicat en la història.
Per a l'estudi, Darwin utilitzà una nova i costosa tecnologia, la fotografia, que havia aparegut el 1839. Va enviar per correu, transportat amb tren i vaixell, un gran nombre de fotografies d'actors, de persones de diferents ètnies, de malalts mentals, de nadons, d'animals, etc., amb qüestionaris a persones de diferents indrets de tot el món; esperà que li enviessin cartes amb els seus comentaris i els va comparar i analitzar. Per a les fotografies que il·lustraven el llibre, s'usaren set planxes d'heliotip. Va ser una publicació de gran èxit i molt popular en la seva època.